# Tjapko Struik
Tjapko Struik (27 november 1986) is een Nederlandse schaker met FIDE-rating 2285 in 2017. 
Van 29 april t/m 7 mei 2005 werd in Schagen het Deloitte toernooi om het kampioenschap van Nederland bij de jeugd tot 20 jaar verspeeld, dat met 7 uit 9 gewonnen werd door Joost Michielsen; Tjapko eindigde met 5.5 punt op de achtste plaats. 
In 2012 werd Struik clubkampioen van UVS Nijmegen.

## Externe koppelingen
- (en)   Informatie over schaakpartijen van Tjapko Struik op ChessGames.com
- (en)   Informatie over schaakpartijen van Tjapko Struik op 365chess.com
- (en)  FIDE-ratinggegevens voor Tjapko Struik